# Raton crabier
Procyon cancrivorus · Chien crabier
Pour les articles homonymes, voir raton et crabier.
Espèce
Répartition géographique
Statut de conservation UICN

 LC  : Préoccupation mineure
Le Raton crabier (Procyon cancrivorus), parfois désigné sous le nom de chien crabier, est un mammifère carnivore de la famille des procyonidés. Proche parent du raton laveur (Procyon), il est originaire des zones marécageuses et des forêts tropicales d’Amérique centrale et d’Amérique du Sud (y compris Trinité-et-Tobago). On le trouve du Costa Rica jusqu’à la majeure partie de l’Amérique du Sud à l’est des Andes, jusqu’au nord de l’Argentine et de l’Uruguay. Malgré son nom, il s’agit d’un omnivore opportuniste se nourrissants autant de petits vertébrés et invertébrés que de fruits.

## Dénominations
- Nom scientifique valide : Procyon cancrivorus (Cuvier, 1798)[1].
- Noms typiques en français : Raton crabier, Chien crabier (INPN)[2]

### Dénominations locales
Le raton crabier possède de nombreuses dénominations locales autochtones ou créoles empruntées au français ou à l’anglais.
| Langue                 | Dénomination                    |
| ---------------------- | ------------------------------- |
| Créole guyanais        | Chyen crabier                   |
| Kaliña                 | Wana’u, Pelo akuludanon         |
| Palikúr                | Peru-kawewutne                  |
| Portuguais / Brésilien | Pés-chato, Mão-pelada, Guaxinim |
| Saramaka               | Kaabu dagu                      |
| Sranan Tongo           | Krabdagu                        |
| Tupi-guarani           | aguará, agoará popé.            |

## Taxinomie et évolution
Le raton crabier a été décrit pour la première fois en 1792 par le naturaliste français Georges Cuvier, qui l’a nommé Ursus cancrivorus. Il l’avait alors classé dans la famille des ursidés (Ursidae) et estimait qu’il descendait de ces derniers à partir d’un ancêtre tel que les miacidés (Miacidae). Par la suite, il a été reclassé dans la famille des procyonidés (Procyonidae), à laquelle appartiennent également les coatis (Nasua). D’après des études génétiques, la lignée du raton laveur et du raton crabier auraient divergé il y a environ 4,2 millions d’années.

### Sous-espèces
On reconnaît actuellement quatre sous-espèces de raton crabier :
- P. cancrivorus cancrivorus G. Cuvier, 1798 ;
- P. cancrivorus aequatorialis J. A. Allen, 1915 ;
- P. cancrivorus nigripes Mivart, 1886 ;
- P. cancrivorus panamensis Goldman, 1913.

## Description

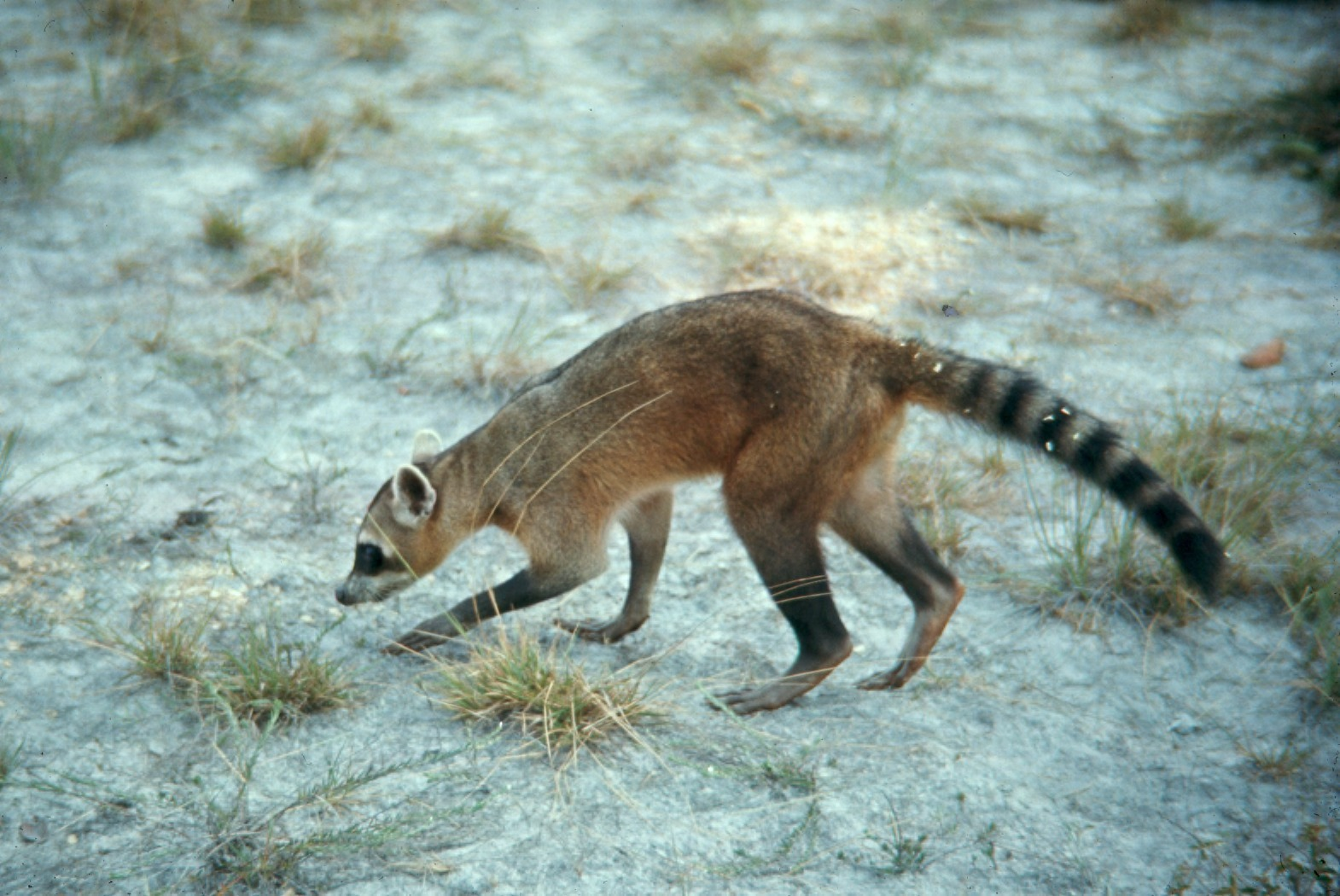
Le raton crabier se distingue par ses membres élancés, bien adaptés à la grimpe et à la manipulation d'aliments.

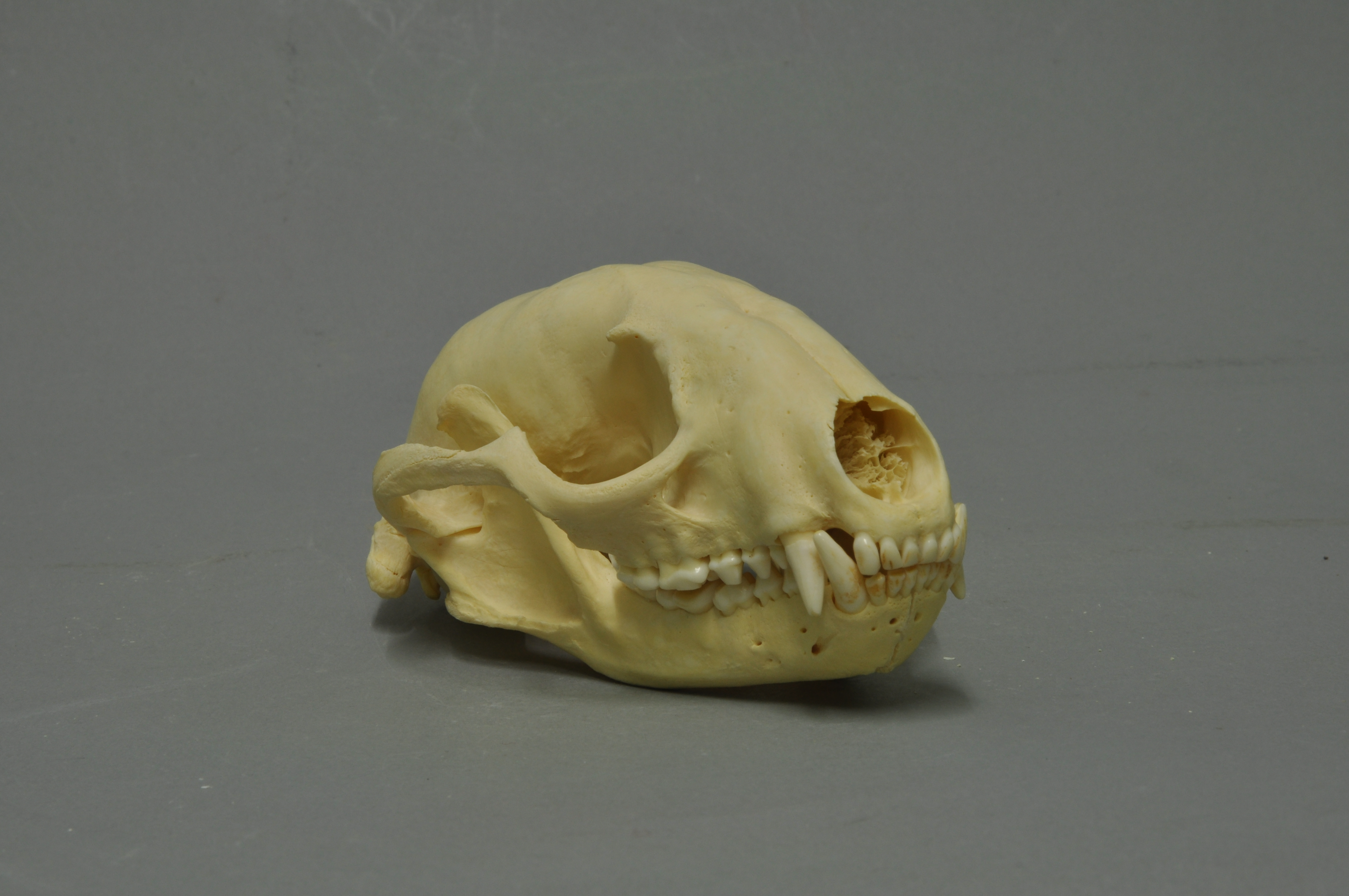
Crâne d’un raton crabier

### Dimensions
Bien qu’il paraisse plus élancé que le raton laveur (Procyon lotor), le raton crabier présente des dimensions similaires. La longueur tête-corps varie entre 41 et 80 cm, à laquelle s’ajoute une queue de 20 à 56 cm. Il mesure environ 23 cm au garrot. Le poids moyen oscille entre 5 et 7 kg, avec des extrêmes allant de 2 à 12 kg.

### Signes distinctifs
Le raton crabier se distingue du raton laveur par plusieurs adaptations morphologiques liées à un mode de vie plus arboricole et frugivore. Ses membres, longs et fins, ainsi que ses griffes acérées, facilitent l’escalade des troncs d’arbre. Ses dents jugales, plus grandes, sont dotées de cuspides arrondies, optimisant la mastication de fruits à coque.
Son pelage court varie du brun roussâtre au gris-brun, et son masque facial noir, épais, s’étend des yeux jusqu’à la mâchoire. Sa queue, annelée de cinq à dix bandes sombres, est moins touffue que celle du raton laveur. Sa tête est fine, au museau allongé, et les oreilles, noires bordées de blanc, sont semi-arrondies. Les membres antérieurs, plus courts que les postérieurs, sont terminés par des mains glabres, plates et très mobiles, bien adaptées à la préhension d’objets.

## Répartition géographique et habitat
Sa répartition géographique s’étend depuis l’Amérique centrale, au Costa Rica et au Panama, jusqu’à une grande partie de l’Amérique du Sud orientale, à l’est de la cordillère des Andes. Il est notamment présent en Argentine, au Brésil, en Bolivie, en Colombie, dans les Guayanes : Guyana, Suriname, Guyane française, à Trinité-et-Tobago et au Venezuela.
Au Brésil, il est signalé dans l’ensemble des biomes nationaux, y compris dans de nombreuses aires protégées.
Le raton crabier fait preuve d’une grande capacité d’adaptation à divers types d’habitats, qu’ils soient aquatiques, terrestres ou perturbés par l’activité humaine. Il présente néanmoins une certaine dépendance aux milieux humides, et se rencontre le plus souvent à proximité de cours d’eau, lacs ou zones marécageuses. Il peut aussi être observé dans des territoires plus secs à certaines périodes de l’année.
Il fréquente une grande diversité de milieux : forêts ombrophiles denses, forêts semi-décidues ou décidues, forêts mixtes, caatinga, cerrado, mangroves, restingas, ainsi que le Pantanal. Il colonise également des paysages anthropisés, comme les mosaïques de plantations d’eucalyptus et de végétation native, les champs de canne à sucre, les pâturages ou les fragments forestiers.
Au Panama et au Costa Rica, où il est sympatrique du raton laveur, il semble se limiter aux rivières et ruisseaux de l’intérieur, tandis que le raton laveur occupe principalement les forêts de mangrove.

## Mode de vie

### Activités
Le raton crabier est un animal solitaire et nocturne. Il est principalement terrestre, mais passe aussi une part importante de son temps dans les arbres. Il utilise divers abris naturels pour se reposer ou élever ses petits : cavités dans les troncs d’arbre, terriers, nids abandonnés, fourrés de broméliacées ou de graminées denses.
Des études menées au Brésil ont révélé que la taille de son domaine vital pouvait varier entre 4 et près de 7 km², sans véritable comportement territorial : les aires d’individus différents se chevauchent fréquemment.

### Alimentation

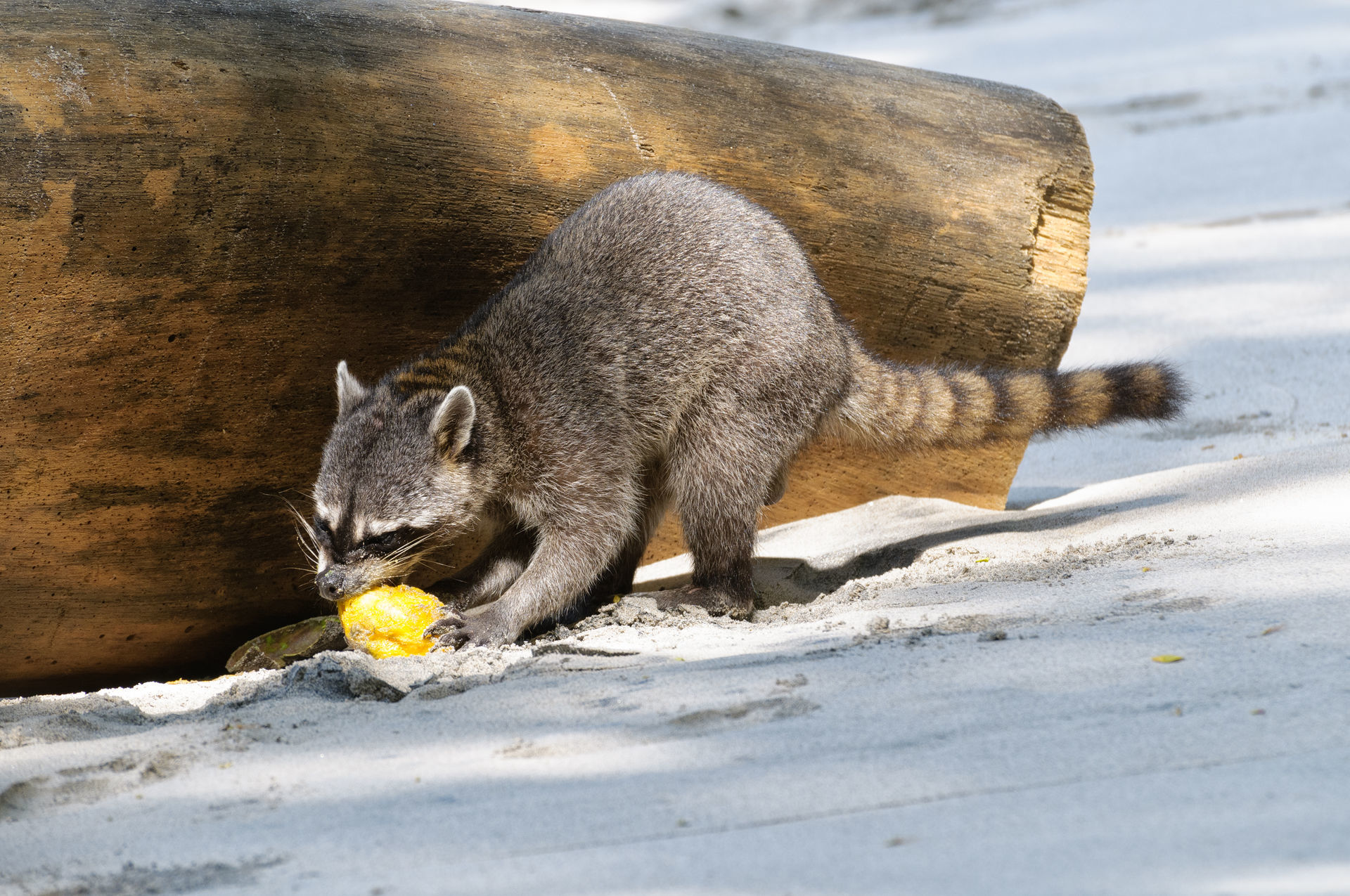
Le raton crabier utilise ses pattes préhensiles pour saisir les aliments.

Omnivore opportuniste, le raton crabier consomme une grande variété de ressources alimentaires, avec une préférence marquée pour les zones humides où il peut facilement capturer des proies aquatiques. Son régime comprend : des fruits de divers arbres : Cécrôpe (Cecropia spp), du Palmier jerivá (Syagrus romanzoffiana), du Palmier-jussara (Euterpe edulis), de l’Araticum (Annona coriacea ou Annona crassiflora) et du Palmier guariroba (Syagrus oleracea) ; des vertébrés : amphibiens (crapauds, grenouilles, têtards), poissons, reptiles, petits mammifères, oiseaux ; des invertébrés : mollusques (huîtres, palourdes), insectes (chenilles, scarabées, cigales), crustacés (crabes, écrevisses, homards), vers de terre, araignées. Dans les zones influencées par l’activité humaine, il se nourrit aussi de déchets alimentaires et fréquente les lisières urbaines, les décharges ou les postes de nourrissage, à l’image des chiens et chats errants ou d’autres espèces de guaxinins.

### Reproduction et cycle de vie
La reproduction a lieu entre juillet et septembre. Après une gestation de 60 à 73 jours, la femelle met bas dans un abri comme une cavité dans un tronc d’arbre ou encore une fente creusée dans la roche. Elle donne naissance à 2 à 7 petits, en moyenne trois. Si les jeunes meurent précocement, la femelle peut entamer un second cycle reproducteur la même saison.
Les petits naissent aveugles ; leurs yeux s’ouvrent vers la troisième semaine. Ils quittent le nid à 7-9 semaines et sont sevrés vers 12 semaines, moment où ils deviennent plus autonomes.
Les mâles n’interviennent pas dans l’élevage, et les femelles deviennent alors très territoriales. La maturité sexuelle est atteinte vers un an. En captivité, certains individus peuvent vivre jusqu’à 20 ans, alors que leur espérance de vie en milieu naturel dépasse rarement 5 ans.

### Concurrents et prédateurs
Le raton crabier cohabite avec d’autres carnivores qui lui sont plus ou moins apparentée, comme le raton laveur, mais aussi différentes espèces de coati, avec lesquels il peut être en compétition alimentaire. Il est la proie de différents prédateurs naturels, notamment les félins plus ou moins grands comme l’ocelot, le jaguar et le puma, ainsi que de grands rapaces. Les jeunes sont particulièrement vulnérables.
Il peut également héberger des parasites comme Trypanosoma cruzi, agent de la maladie de Chagas, jouant un rôle dans la transmission zoonotique de cette pathologie.

## Menaces et conservation

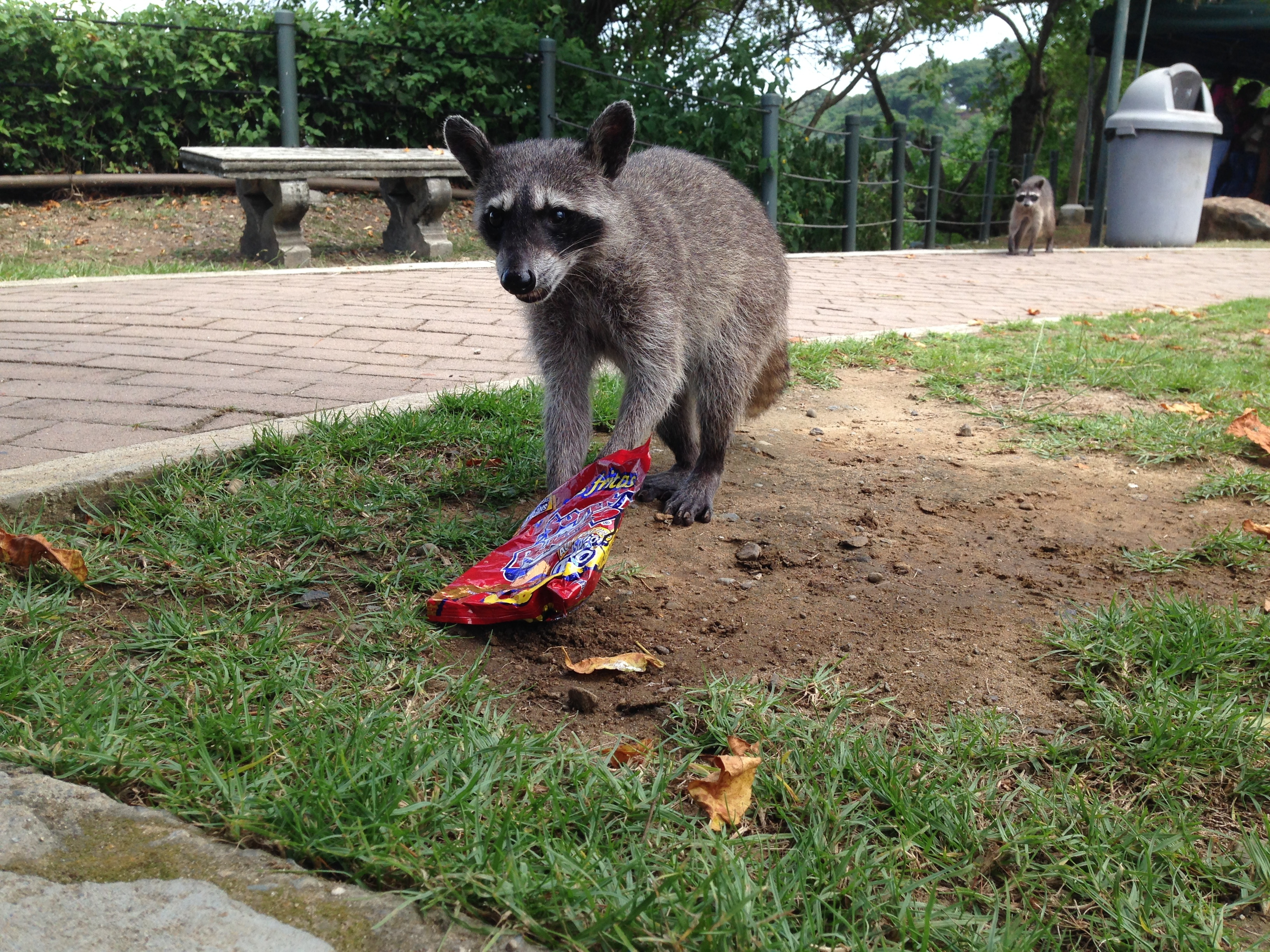
Le raton crabier peux aussi s’alimenter de déchets humains.

Selon l’UICN, le raton crabier est actuellement classé comme une espèce de préoccupation mineure (LC). Il ne fait donc pas l’objet d’une menace globale immédiate. Cependant, un déclin localisé des populations est observé dans certaines zones, lié à plusieurs facteurs de pression anthropique.
La destruction des mangroves, les collisions routières, la chasse pour sa peau ou comme cible de tir le braconnage et surtout la pollution des milieux aquatiques affectent son habitat. En particulier, les polluants issus des rejets industriels et de l’activité minière artisanale comme le mercure, contaminent les cours d’eau, impactant la biodiversité locale.
Des individus ont également été détectés comme porteurs de diverses pathologies : leishmaniose, rage, cinomose, parvovirose et leptospirose, ce qui peut poser des risques sanitaires tant pour la faune que pour l’homme.